# Armah (Axum)

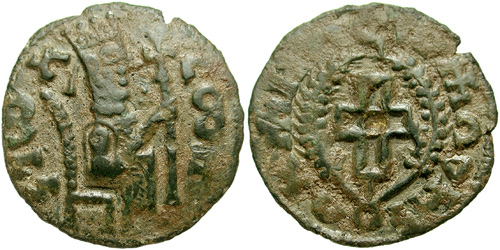
Bronzemünze des Armah

Armah war ein christlicher König des Aksumitischen Reiches in Afrika, der am Beginn des siebenten Jahrhunderts regierte und fast nur von seinen Münzen bekannt ist. Er ist wahrscheinlich der letzte aksumitische Herrscher, der noch Münzen prägen ließ.
Im siebten Jahrhundert übernahm der Islam die Herrschaft in Arabien und damit auch den Handel zwischen dem Mittelmeerraum und Indien, die Handelskontakte zum oströmischen Reich brachen somit ab. Da die Münzprägungen hauptsächlich für den internationalen Handel gefertigt worden waren, verloren sie nun ihre Bedeutung und wurden in der folgenden Zeit eingestellt. Das Reich ging einer Phase der Isolation entgegen.
Die Münzen des Armah zeigen den Herrscher sowohl als Büste im Profil, als auch als ganze Person auf einem Thron sitzend.
Armah ist möglicherweise identisch mit Ashama ibn Abjar, der für die islamische Geschichte von Bedeutung war.